# Vila-seca (ort)
Vila-seca är en ort i Spanien. Den ligger i provinsen Província de Tarragona och regionen Katalonien, i den östra delen av landet, 400 km öster om huvudstaden Madrid. Vila-seca ligger 40 meter över havet och antalet invånare är 20 866.
Terrängen runt Vila-seca är lite kuperad. Havet är nära Vila-seca åt sydost. Närmaste större samhälle är Reus, 6,0 km nordväst om Vila-seca.